# الیوت وردون رو
سر الیوت وردون رو (تولد: ۲۶ آوریل ۱۸۷۷ - درگذشت: ۴ ژانویهٔ ۱۹۵۸) یک خلبان و سازندهٔ پیشگام انگلیسی هواپیما است. او در سال ۱۹۱۰ شرکت آورو را بنیان نهاد. او مدال رتبه امپراتوری بریتانیا و نشان افتخاری انجمن مکانیک پرواز پادشاهی بریتانیا را به دست آورد.